# غريغ هوفمان
غريغ هوفمان (بالإنجليزية: Gregg Hoffman)‏ (و. 1963 – 2005 م) هو منتج أفلام، وشخصية أعمال أمريكي، ولد في فينيكس، أريزونا، توفي في لوس أنجلوس، عن عمر يناهز 42 عاماً.

## التعليم
تعلم في الجامعة الأميركية.

## وصلات خارجية
- غريغ هوفمان على موقع IMDb (الإنجليزية)
- غريغ هوفمان على موقع ألو سيني (الفرنسية)
- غريغ هوفمان على موقع أول موفي (الإنجليزية)
- غريغ هوفمان على موقع قاعدة بيانات الأفلام السويدية (السويدية)
- غريغ هوفمان على موقع ديسكوغز (الإنجليزية)
- غريغ هوفمان على موقع قاعدة بيانات الفيلم (الإنجليزية)
- غريغ هوفمان على موقع كينوبويسك (الروسية)